# Nascha Niwa

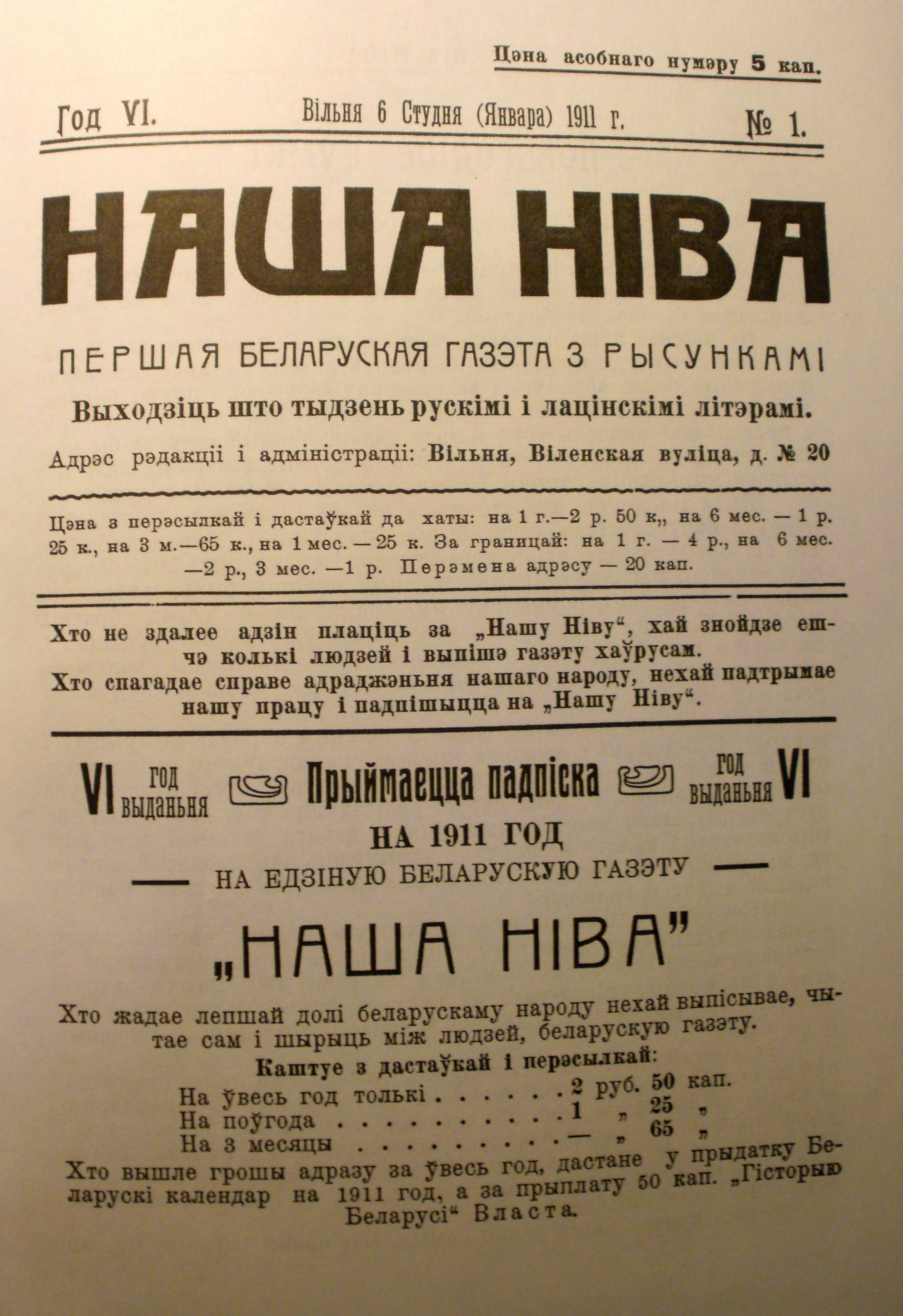
Erstausgabe der Nascha Niwa

Nascha Niwa (belarussisch Наша Ніва ‚Unser Feld‘) ist die älteste Zeitung von Belarus. Nascha Niwa spielte als politisches und kulturelles Medium in der „Zeit der belarussischen Wiedergeburt“ (belarussisch Адраджэньне / Адраджэнне) eine zentrale Rolle. Das Wochenblatt erscheint sowohl als Printausgabe als auch im Internet.

## Geschichte
Nascha Niwa, ursprünglich ein Organ der Belarussischen Sozialistischen Hramada, erschien erstmals am 10. November 1906 in Vilnius, das in dieser Zeit eine internationale kulturelle Ausstrahlung besaß. Die Zeitung – in der Originalschreibweise „Nasza Niwa“ betitelt – verwendete die vom Polnischen sehr beeinflusste Schreibweise Łacinka. Herausgeber waren offiziell Privatpersonen, da die Partei zu jener Zeit noch in der Illegalität handelte. Die Initiatoren der Zeitschrift waren die Brüder Iwan und Anton Luzkewitsch sowie Aljaksandar Ulasau, beide Aktivisten der Belarussischen Sozialistischen Hramada.
Die Zeitung richtete sich an einen breiten Leserkreis, nicht zuletzt an die national gesinnte Intelligenzija. Viel Raum in den Berichten der Zeitung nahmen aktuelle Fragen des Lebens der belarussischen Bevölkerung sowie die Geschichte von Belarus ein. Zu den Leitmotiven der Zeitung zählten die Forderung nach der Einrichtung einer belarussischsprachigen Schule sowie einer nationalen Wissenschaft und darüber hinaus die Belebung der belarussischen Presse.
Die Redaktion der Zeitung entwickelte sich zu einem geistigen Zentrum der nationalen Wiedergeburt. Ihr sollten mit der Zeit bedeutende Persönlichkeiten wie Janka Kupala oder Maksim Bahdanowitsch angehören, die einen starken Einfluss auf die Entwicklung der belarussischen Kultur des 20. Jahrhunderts hatten. Die Mehrzahl der Autoren waren Autodidakten. Zwischen 1906 und 1909 publizierte die Zeitung 906 Berichte aus 489 Dörfern und Kleinstädten. Im Jahr 1911 betrug die Auflagenstärke 3.000 Exemplare.
Von Anfang an gab es immer wieder Probleme mit den Zensoren des zaristischen Russlands, die in jener Zeit vor allem die in den Sprachen der nationalen Minderheiten erscheinenden Ausgaben aufmerksam beobachteten.
Mit dem Ausbruch des Ersten Weltkrieges verschärfte sich die Zensur. Immer wieder wurden einzelne Ausgaben wegen regierungskritischer Artikel eingezogen. Die Idee der Schaffung eines eigenen belarussischen Nationalstaates konnte nicht mehr in den Artikeln der Zeitung geäußert werden. Staatsbediensteten war es in jener Zeit verboten, die Zeitung zu abonnieren. Im Verlauf des Krieges verschärften sich die Bedingungen, unter denen die Zeitung herausgebracht wurde, bis ihr Erscheinen im August 1915 eingestellt werden musste.
Auch nach Ende des Krieges und während der gesamten Sowjetperiode konnte die Zeitung nicht mehr erscheinen. Obwohl sie sich eindeutig als links gerichtet verstanden hatte, wurde sie von der offiziellen Propaganda nachträglich als konterrevolutionär, bürgerlich liberal oder gar nationalistisch abgestempelt.
Mit der Perestrojka und der mit ihr einhergehenden Welle einer zweiten nationalen Wiedergeburt kamen erste Initiativen zur Neugründung der Nascha Niwa auf. 1991 erschien in Vilnius die neue Nascha Niwa, deren Chefredakteur der belarussische Intellektuelle, Publizist und Schriftsteller Sjarhej Dubawez war.
Nascha Niwa ist heute eines der wichtigsten Medien der belarussischen Intelligenzija, die neben Nachrichten und Berichten auch Essays und literarische Werke veröffentlicht. Sie ist seit 1995 jedoch immer wieder dem Druck der belarussischen Behörden ausgesetzt.
Im April 2006 versuchte die Verwaltung der Stadt Minsk das Wochenblatt mit der Begründung zu schließen, dass ihr Chefredakteur Andrej Dynko einen Monat zuvor verhaftet worden war. Sein Vergehen bestand darin, dass er oppositionelle Demonstranten mit Lebensmitteln versorgt hatte. „Weil er einen Beutel Tee und belegte Brote trug, wurde Dynko noch im Bus festgenommen. Zwei Tage wusste seine Familie nicht, wo er war. Zehn Tage musste Dynko in Haft verbringen.“
Nascha Niwa ist heute eine der wenigen verbliebenen belarussischen Periodika. Ihr Chefredakteur ist seit November 2006 Andrej Skurko, der bis dahin Stellvertreter von Andrej Dynko war.
Im November 2008 wurde Nascha Niwa – zusammen mit der ebenfalls oppositionellen Zeitung Narodnaja Wolja – nach dreijähriger Unterbrechung wieder für den Verkauf an den staatlichen Sojuspetschat-Zeitungskiosken, den Druck in staatlichen Druckereien und den Periodikavertrieb der Staatspost „Belpost“ zugelassen.
Seit August 2020 wurde der Zugang zur Internetseite von Nascha Niwa auf dem Territorium der Republik Belarus wegen der Berichterstattung des Portals über die Proteste in Belarus 2020 blockiert. Am 23. September 2020 durchsuchten Sicherheitskräfte die Wohnung des Redaktionsleiters Jahor Martinowitsch und beschlagnahmten sämtliche technischen Geräte und Datenträger. Er wurde vom Ermittlungskomitee verhört und blieb anschließend drei Tage in Isolationshaft, außerdem wurde gegen ihn ein Strafverfahren wegen Verleumdung in die Wege geleitet. Die internationale Organisation Reporter ohne Grenzen kritisierte diese Politik in Bezug auf Nascha Niwa.
Am 8. Juli 2021 wurden Durchsuchungen in dem Büro und Wohnungen von Schlüsselmitarbeitern durchgeführt. Die Redakteure Andrej Dynko, Jahor Marzinowitsch und Andrej Skurko, Buchhalterin Wolha Rakowitsch wurden unter dem Vorwurf festgenommen, Proteste organisiert zu haben. Nach Angaben der Redaktion wurde Chefredakteur Jahor Marzinowitsch nach der Festnahme geschlagen. Mehrere weitere Journalisten von Nascha Niwa wurden vorübergehend festgenommen. Von diesem Tag an funktionierte der Domainname nicht mehr, und die Website von Nascha Niwa wurde nicht geöffnet. Das belarussische Informationsministerium bestrafte die Redaktion für „verbotene Informationen“, die auf der Website angeblich veröffentlicht wurden. Durch eine gemeinsame Erklärung von zehn Organisationen (Wjasna, der Belarussische Journalistenverband, das Belarussische Helsinki-Komitee u. a.) wurde vier festgenommenen Mitarbeiter am 12. Juli 2021 als politische Gefangenen anerkannt.
Im November 2021 wurden der Telegram-Kanal von Nascha Niwa und seine sozialen Netzwerke als extremistisches Material deklariert. Im Januar 2022 erklärte das KGB Nascha Niwa zu einer extremistischen Organisation. Die Bildung einer solchen Organisation oder die Teilnahme daran ist in Belarus strafbar.
Am 15. März 2022 wurden Martinowitsch und Skurko wegen geschätzten Sachschadens in Höhe von 10.000 belarussischen Rubel (3.000 US-Dollar) zu 2,5 Jahren Gefängnis verurteilt. Laut den Ermittlern eröffneten sie im Mai 2017 Büros in Skurkos Wohnung, zahlten aber weiterhin als Privatpersonen für Strom, während das belarussische Recht juristische Personen zu höheren Tarifen verpflichtet.

## Auszeichnungen und Preise
- Chefredakteur Andrej Dynko erhielt den Internationalen Preis „Freedom of Speech“[15] und den Lorenzo-Natali-Medienpreis in 2006[16]
- Gerd Bucerius-Förderpreis Freie Presse Osteuropas (2007)[17]
- „Ich liebe Belarus“ (2010)[18]
- Andrej Dynko erhielt den ersten Preis beim Journalistenwettbewerb „Belarus in Focus“ (2013)[19]
- Jegor Martinowitsch erhielt den „Press Freedom“ Preis von Reporters Without Borders (2015)[20]
- Jegor Martinowitsch und Dmitry Pankaviec erhielten den „Wolnaje Slowa“-Preis des Belarussischen Journalistenverbands (2015)[21]
- Natallja Lubneusskaja erhielt den Gerd-Bucerius-Förderpreis Freie Presse Osteuropas (2021)[22]